# Kalenderkringloop
De 52-jarige kalenderkringloop van de Mayakalender bestaat uit een samenstelling van de tzolkin en de haab.
De tzolkincyclus duurt 260 dagen en geeft iedere dag van die periode een unieke naam, bijvoorbeeld 1 Imix. De haab doet hetzelfde voor een periode van 365 dagen, een dag heet daar bijvoorbeeld 1 Pop. Iedere dag in de Mayakalender wordt dus gekenmerkt door vier labels. Nu is het kleinste gemene veelvoud van 260 en 365 gelijk aan 18980 dagen, dat is ongeveer 52 jaar. Na 52 jaar herhaalt de hele naamgevingscyclus zich dus weer, met weer dezelfde namen voor de dagen. Dit wordt de kalenderkringloop genoemd.
Naast deze tijdrekening bestond er echter ook een lange telling die over veel langere perioden een eenduidige aanduiding van iedere dag mogelijk maakte.

## Berekenen van de datum
Het berekenen van de juiste datum volgende de kalenderkringloop wordt als volgt gedaan.
We nemen de lange telling notatie van de Maya voor vandaag (18 maart):
0.0.12.7.10
Nu gaan we het aantal dagen berekenen sinds het begin van deze telling:
| Getal  | x      | =       |
| ------ | ------ | ------- |
| 10     | 1      | 10      |
| 7      | 20     | 140     |
| 12     | 360    | 4320    |
| 0      | 7200   | 0       |
| 13     | 144000 | 1872000 |
| Totaal | Totaal | 1876470 |

Met dit getal (1876470) gaan we verder rekenen.

### Tzolkin
- Bereken de rest van 1876470 / 13: 11
- Bereken de rest van 1876470 / 20: 10

- Voeg bij de eerste antwoord er vier bij op (4 Ahau) → 15
- Getal groter dan 13? Bereken dat de rest van die som, onthoud het aantal keer dat je er 13 uit kan halen: 2 (1)
- Je heb nu de dagnummer: 2
- Voor de maand tel bij het tweede antwoord (10) de aantal op die je heb onthouden bij het berekenen van de dagnummer: 1, uitkomst: 11
- Kies de juiste maand uit deze lijst:

| Getal | 0    | 1    | 2  | 3     | 4   | 5        | 6    | 7     | 8     | 9     | 10 | 11    | 12 | 13  | 14 | 15  | 16  | 17    | 18    | 19    |
| ----- | ---- | ---- | -- | ----- | --- | -------- | ---- | ----- | ----- | ----- | -- | ----- | -- | --- | -- | --- | --- | ----- | ----- | ----- |
| Maand | Ahau | Imix | Ik | Akbal | Kan | Chicchan | cimi | Manik | Lamat | Muluc | Oc | Chuen | Eb | Ben | Ix | Men | Cib | Caban | Eznab | Cauac |

- Maand 11 heet Chuen
- Dit maakt de Tzolkindatum: 2 Chuen

### Haab
- Bereken de rest van 1876470 / 365: 5

- Trek er 11 vanaf (8 Cumhu): -6
- Negatief getal? Tel er 20 bij op: 9
- Deel het getal door 20 en onthoud de rest en het aantal keer dat de twintig in het getal paste: 14 (0)
- Je hebt nu het dagnummer: 14
- Kies de maandnaam met de nummer 0 uit de onderstaande lijst:

| Getal | 0     | 1     | 2   | 3  | 4   | 5    | 6    | 7   | 8      | 9   | 10   | 11  | 12  | 13  | 14  | 15     | 16   | 17  | 18    |
| ----- | ----- | ----- | --- | -- | --- | ---- | ---- | --- | ------ | --- | ---- | --- | --- | --- | --- | ------ | ---- | --- | ----- |
| Maand | Cumhu | Uayeb | Pop | Uo | Zip | Zotz | Tzec | Xul | Yaxkin | Mol | Chen | Yax | Sac | Ceh | Mac | Kankin | Muan | Pax | Kayab |

- Maand 0 heet Cumhu
- Dit maakt de Haäbdatum 14 Cumhu

- Voeg nu de Tzolkindatum en de Haäbdatum tezamen en je hebt de Kalenderkringloopkalender: 2 Chuen 14 Cumhu